# Campionati del mondo di ciclismo su pista 2021 - Americana femminile
L'americana femminile ai Campionati del mondo di ciclismo su pista 2021 si svolse il 23 ottobre 2021 su un percorso di 120 giri, per un totale di 30 km con sprint intermedi ogni 10 giri, di cui l'ultimo con punti doppi. La vittoria andò alla squadra olandese, che concluse il percorso con il tempo di 34'04" alla media di 52,838 km/h.
Presero parte alla competizione 19 squadre di federazioni diverse, delle quali 11 completarono la gara.

## Podio
| Pos.    | Atleta                     | Nazionalità   |
| ------- | -------------------------- | ------------- |
| Oro     | Amy Pieters Kirsten Wild   | Paesi Bassi   |
| Argento | Clara Copponi Marie Le Net | Francia       |
| Bronzo  | Katie Archibald Neah Evans | Gran Bretagna |

## Risultati

### Batterie

#### Batteria 1
| Posizione | Atleti                               | Nazione       | Punti giri | Punti sprint | Totale |
| --------- | ------------------------------------ | ------------- | ---------- | ------------ | ------ |
| 1         | Amy Pieters Kirsten Wild             | Paesi Bassi   | 0          | 19           | Q      |
| 2         | Daria Pikulik Wiktoria Pikulik       | Polonia       | 0          | 12           | Q      |
| 3         | Katie Archibald Neah Evans           | Gran Bretagna | 0          | 12           | Q      |
| 4         | Ksenija Fedotova Tetjana Klimčenko   | Ucraina       | 0          | 10           | Q      |
| 5         | Letizia Paternoster Rachele Barbieri | Italia        | 0          | 8            | Q      |
| 6         | Ally Wollaston Michaela Drummond     | Nuova Zelanda | 0          | 5            | Q      |
| 7         | Hanna Cerach Nastassja Kipcikava     | Bielorussia   | 0          | 4            | Q      |
| 8         | Eukene Larrarte Ziortza Isasi        | Spagna        | 0          | 3            | Q      |
| 9         | Kendall Ryan Lily Williams           | Stati Uniti   | 0          | 2            |        |
| 10        | Emily Kay Alice Sharpe               | Irlanda       | 0          | 2            |        |

#### Batteria 2
| Posizione | Atleti                                    | Nazione               | Punti giri | Punti sprint | Totale |
| --------- | ----------------------------------------- | --------------------- | ---------- | ------------ | ------ |
| 1         | Georgia Baker Alexandra Manly             | Australia             | 0          | 27           | Q      |
| 2         | Clara Copponi Marie Le Net                | Francia               | 20         | 6            | Q      |
| 3         | Marija Novolodskaja Marija Miljaeva       | Fed. Ciclistica Russa | 0          | 15           | Q      |
| 4         | Amalie Dideriksen Julie Leth              | Danimarca             | 0          | 10           | Q      |
| 5         | Shari Bossuyt Katrijn de Clercq           | Belgio                | 0          | 8            | Q      |
| 6         | Lea Lin Teutenberg Lena Charlotte Reißner | Germania              | 0          | 7            | Q      |
| 7         | Michelle Andres Léna Mettraux             | Svizzera              | 0          | 4            | Q      |
| 8         | Petra Ševčíková Jarmila Machačová         | Rep. Ceca             | 0          | 0            |        |
| –         | Victoria Velasco Yareli Acevedo           | Messico               | DNF        | DNF          | DNF    |

### Finale
| Posizione | Atleti                                    | Nazione               | Punti giri | Punti sprint | Totale |
| --------- | ----------------------------------------- | --------------------- | ---------- | ------------ | ------ |
| 1         | Amy Pieters Kirsten Wild                  | Paesi Bassi           | 0          | 35           | 35     |
| 2         | Clara Copponi Marie Le Net                | Francia               | 0          | 30           | 30     |
| 3         | Katie Archibald Neah Evans                | Gran Bretagna         | 0          | 24           | 24     |
| 4         | Letizia Paternoster Rachele Barbieri      | Italia                | 0          | 23           | 23     |
| 5         | Amalie Dideriksen Julie Leth              | Danimarca             | 0          | 11           | 11     |
| 6         | Georgia Baker Alexandra Manly             | Australia             | 0          | 5            | 5      |
| 7         | Marija Novolodskaja Marija Miljaeva       | Fed. Ciclistica Russa | -20        | 14           | -6     |
| 8         | Shari Bossuyt Katrijn de Clercq           | Belgio                | -20        | 1            | -19    |
| 9         | Ally Wollaston Michaela Drummond          | Nuova Zelanda         | -20        | 0            | -20    |
| 10        | Lea Lin Teutenberg Lena Charlotte Reißner | Germania              | −40        | 0            | −40    |
| 11        | Michelle Andres Léna Mettraux             | Svizzera              | −40        | 0            | −40    |
| –         | Daria Pikulik Wiktoria Pikulik            | Polonia               | DNF        | DNF          | DNF    |
| –         | Hanna Cerach Nastassja Kipcikava          | Bielorussia           | DNF        | DNF          | DNF    |
| –         | Ksenija Fedotova Tetjana Klimčenko        | Ucraina               | DNF        | DNF          | DNF    |
| –         | Eukene Larrarte Ziortza Isasi             | Spagna                | DNF        | DNF          | DNF    |

Nota: DNF ritirate